# Косорово (Новгородська область)
Косорово (рос. Косорово) — присілок в Старорусському районі Новгородської області Російської Федерації.
Населення становить 24 особи. Входить до складу муніципального утворення Великосельське сільське поселення.

## Історія
Від 2004 року входить до складу муніципального утворення Великосельське сільське поселення.

## Населення
| 2010 | 2011 | 2012 | 2013 |
| ---- | ---- | ---- | ---- |
| 31   | ↘26  | →26  | ↘24  |